# Grundtvigsk Tidende
Grundtvigsk Tidende (indtil 2020 benævnt Dansk Kirketidende) er et grundtvigsk magasin med nyt og debat om kirke, skole, kultur og samfund. Magasinet udgives af Grundtvigsk Forum.
Præsten C.J. Brandt og hans svoger, præsten R.T. Fenger, udgav i 1845 det første blad. På de første sider hilste Grundtvig velkommen med at skrive, at der nu fandtes et blad åbent for enhver behandling af kirkelige spørgsmål, et blad, der med eller mod udgivernes tro og anskuelse var parat til at indrømme andre samme frihed til at udtrykke sig, som man forbeholdt sig selv. Grundtvig bidrog frem til sin død i 1872 med flere artikler og salmer. Tidsskriftet stod blandt andet for førsteudgivelsen af julesalmen Kimer, I Klokker.
Fra 1919 og frem til 1957 hed skriftet Menighedsbladet med undertitlen Kirkeligt Samfunds Blad. Redaktør var først Axel Rosendal, senere Carl Hermansen. Fra 1957 skiftede navnet tilbage til Dansk Kirketidende. I 2020 skiftede man navn til Grundtvigsk Tidende.
Redaktørhvervet er i nyere tid blevet varetaget af præst Peter Riemann, provst Lars Holm (en kort periode sekunderet af lektor Hans Hauge), og senere af nuværende biskop Henrik Wigh-Poulsen, som eneredaktør fra august 2000 og frem til 2009, hvor generalsekretær Birgitte Stoklund Larsen overtog og var redaktør frem til efteråret 2015. Ved årsskiftet til 2016 fik akademileder Ingrid Ank det redaktionelle ansvar.